# Lytton Strachey
Giles Lytton Strachey (Londen, 1 maart 1880 – Hungerford, Berkshire,  21 januari 1932) was een Brits essayist en schrijver. Zijn werk is kritisch en biografisch van aard. Hij was een bekend lid van de Bloomsbury Groep.

## Achtergrond
Strachey was het elfde van de dertien kinderen van Lady Jane Strachey, actief in de beweging voor vrouwenkiesrecht, en luitenant-generaal en ingenieur Sir Richard Strachey. Hij studeerde geschiedenis in Cambridge waar hij lid was van het dispuut The Apostles. Zo maakte hij kennis met de G.E. Moore, John Maynard Keynes en Leonard Woolf. Hij raakte ook bevriend met Thoby Stephen, Saxon Sydney-Turner en Clive Bell. Na 1905 zou zich rond deze figuren en Stephens zusters Vanessa Bell en Virginia Woolf en zijn jongste broer Adrian Stephen, de Bloomsburygroep vormen.

## Werk
Tussen 1904 en 1914 schreef Strachey literaire en theaterkritieken voor het weekblad The Spectator. Hij publiceerde gedichten en bundelde een aantal kritieken in Landmarks in French Literature (1912). Gedurende de Eerste Wereldoorlog was Strachey een gewetensbezwaarde en verkeerde hij veel in anti-oorlogskringen als die van Lady Ottoline Morrell. 

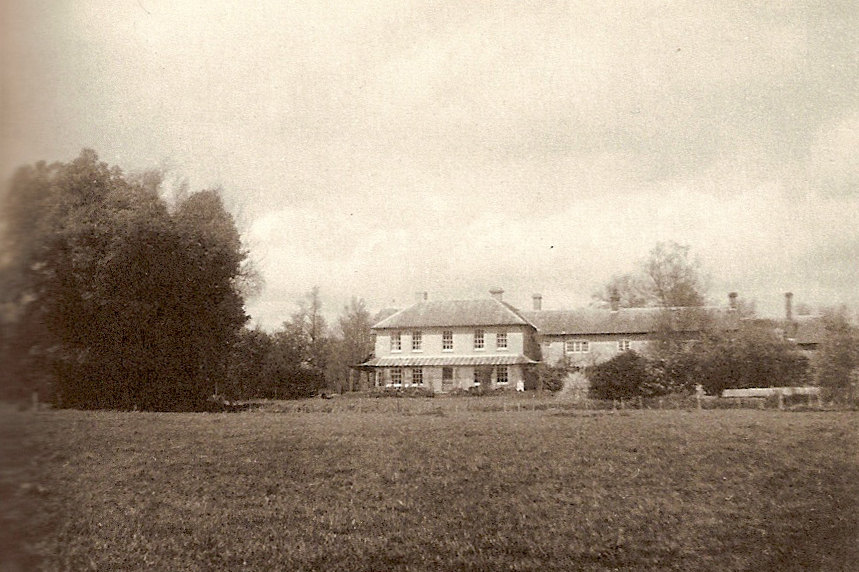
Ham Spray House, waar Strachey en Carrington vanaf 1924 woonden

Veel succes had hij in 1918 met Eminent Victorians, een viertal korte biografieën van vooraanstaande victoriaanse figuren: kardinaal Manning, Florence Nightingale, Thomas Arnold en generaal Gordon. Het boek trok de aandacht door de droge humor waarmee Strachey de menselijke zwakheden van deze bewonderde iconen beschreef. Zijn ironische uitbeelding van de hypocrisie van de Victoriaanse moraal had veel invloed op beoordeling van het tijdperk. In dezelfde stijl publiceerde hij in 1921 een biografie van koningin Victoria zelf. 

## Privéleven
Strachey was homoseksueel en had relaties met onder meer Duncan Grant en John Maynard Keynes, maar ook met de schilderes Dora Carrington, die verliefd op hem was geworden. Vanaf 1917 woonden Strachey en Carrington samen. Door het succes van Eminent Victorians waren ze bevrijd van financiële zorgen. In 1921 stemde Carrington toe in een huwelijk met Ralph Partridge (1894-1960), niet uit liefde, maar om de driepersoonsrelatie in stand te houden; Strachey zelf was seksueel wel in Partridge geïnteresseerd. Veel details over Stracheys leven werden bekend door de publicatie van Michael Holroyds biografie (1967) en van Stracheys correspondentie, die uitgegeven door Paul Levy (2005). 
In 1924 kocht Strachey een groot huis in het gehucht Ham, niet ver van Andover, geheten Ham Spray House, waar hij acht jaar met Carrington en Partridge samenleefde. In die periode kreeg Carrington een relatie met Gerald Brenan, een van Partridges beste vrienden, en hijzelf met Francis Marshall (1900-2004). Strachey overleed op 51-jarige leeftijd in het landhuis aan niet-gediagnosticeerde maagkanker. Twee maanden later pleegde Carrington zelfmoord. Een jaar later trouwden Partridge en Marshall; tot zijn overlijden zouden ze Ham Spray House bewonen.

## Film
De complexe relaties van Strachey en Carrington zijn in beeld gebracht in de prijsbekroonde film Carrington (1995), met Jonathan Pryce en Emma Thompson in de hoofdrollen en met muziek van Michael Nyman.

## Publicaties
- Landmarks in French Literature (1912)
- Eminent Victorians (1918)
- Queen Victoria (1921)
- Books and Characters (1922)
- Elizabeth and Essex: A Tragic History (1928)
- Portraits in Miniature and Other Essays (1931)
- Characters and Commentaries (red. James Strachey, 1933)
- Spectatorial Essays (red. James Strachey, 1964)
- Ermyntrude and Esmeralda (1969)
- Lytton Strachey by Himself: A Self Portrait (red. Michael Holroyd, 1971)
- The Really Interesting Question and Other Papers (red. Paul Levy, 1972)
- The Shorter Strachey (red. Michael Holroyd and Paul Levy, 1980)
- The Letters of Lytton Strachey (red. Paul Levy, 2005)